# 迪亞丁
迪亞丁是土耳其的城鎮，由阿勒省負責管轄，位於該國東部凡湖北岸，面積1,291平方公里，海拔高度1,925米，該鎮在第二次世界大戰時曾被蘇聯佔據，2008年人口19,089。

## 外部連結
- Diyadin （页面存档备份，存于） （土耳其文）